# Thomas Butler (tiratore di fune)
Thomas Butler (8 dicembre 1871 – 20 agosto 1928) è stato un tiratore di fune britannico.

## Biografia
Ha partecipato ai giochi olimpici di Londra del 1908, dove ha vinto, con la squadra della Polizia di Liverpool, la medaglia d'argento nel tiro alla fune, perdendo la finale con la squadra della Polizia di Londra.

## Palmarès
In carriera ha conseguito i seguenti risultati:
- Giochi olimpici

Londra 1908: argento nel tiro alla fune.